# Cepitá
Cepitá là một khu tự quản thuộc tỉnh Santander, Colombia. Thủ phủ của khu tự quản Cepitá đóng tại Cepitá Khu tự quản Cepitá có diện tích 112 ki lô mét vuông. Đến thời điểm ngày 28 tháng 5 năm 2005, khu tự quản Cepitá có dân số 2009 người.